# بني حكم (ريمة)
بني حكم هي إحدى قرى مديرية كسمة بمحافظة ريمة اليمنية، بلغ تعداد سكانها 2644 نسمة حسب إحصاء اليمن لعام 2004.